# Midden-Saksisch voetbalkampioenschap 1923/24
In 1923/24 werd het negentiende voetbalkampioenschap van Midden-Saksen gespeeld, dat georganiseerd werd door de Midden-Duitse voetbalbond. De Kreisliga, die van 1919 tot 1923 gespeeld werd, werd ontbonden en vervangen door de Gauliga. De Kreisliga verenigde vier competities, maar in de parktijk speelden op één club na, Riesaer SV 03 in 1922/23, enkel clubs in de Kreisliga die voorheen in de Zuidwest-Saksische competitie speelden. Voor deze clubs was de verandering dus niet groot. Wel voor de drie andere competities die nu als tweede klasse onder de Kreisliga fungeerden. De vier competities werden hervormd als Gauliga. Er werd niet teruggegrepen naar de vooroorlogse naam Zuidwest-Saksen, maar de naam Midden-Saksen bleef behouden. Tot 1919 heette de competitie, die nu als Gauliga Nordsachsen verder ging ook al Midden-Saksen. 
Chemnitzer BC werd kampioen en plaatste zich voor de Midden-Duitse eindronde. De club moest eerst tegen VfB Annaberg spelen, maar deze club trok zich terug. Dan werd Riesaer SV 03 verslagen met 9:1. In de kwartfinale verloor BC van Fortuna Magdeburg met 4:3. 

## Gauliga
| Plaats | Club                       | Wed. | W  | G | V  | Saldo | Ptn.  |
| ------ | -------------------------- | ---- | -- | - | -- | ----- | ----- |
| 1.     | Chemnitzer BC 99           | 16   | 15 | 1 | 0  | 93:13 | 31:1  |
| 2.     | FC Preußen Chemnitz        | 16   | 6  | 6 | 4  | 34:28 | 18:14 |
| 3.     | SV Teutonia 1901 Chemnitz  | 16   | 7  | 3 | 6  | 30:30 | 17:15 |
| 4.     | SC National 1900 Chemnitz  | 16   | 7  | 1 | 8  | 38:41 | 15:17 |
| 5.     | VfB 01 Chemnitz            | 16   | 6  | 3 | 7  | 38:45 | 15:17 |
| 6.     | SC 08 Hellas Chemnitz      | 16   | 6  | 2 | 8  | 25:45 | 14:18 |
| 7.     | FC Viktoria 1903 Einsiedel | 16   | 5  | 3 | 8  | 45:51 | 13:19 |
| 8.     | SV Sturm 1904 Chemnitz     | 16   | 5  | 3 | 8  | 28:48 | 13:19 |
| 9.     | Mittweidaer FC 1899        | 16   | 3  | 2 | 11 | 24:54 | 8:24  |

|  | Kampioen, geplaatst voor Midden-Duitse eindronde |

## 1. Klasse
| Plaats | Club                       | Wed. | W  | G | V  | Saldo | Ptn.  |
| ------ | -------------------------- | ---- | -- | - | -- | ----- | ----- |
| 1.     | SC 1913 Harthau            | 16   | 15 | 1 | 0  | 64:24 | 30:02 |
| 2.     | SV 1897 Germania Mittweida | 16   | 6  | 6 | 4  | 49:29 | 19:13 |
| 3.     | Wacker Chemnitz            | 16   | 7  | 3 | 6  | 34:33 | 17:15 |
| 4.     | Polizei SV Chemnitz        | 16   | 7  | 1 | 8  | 42:47 | 16:16 |
| 5.     | VfR 1908 Chemnitz          | 16   | 6  | 3 | 7  | 38:51 | 16:16 |
| 6.     | SpVgg 1905 Hartmannsdorf   | 16   | 6  | 2 | 8  | 31:42 | 15:17 |
| 7.     | SC Merkur Frankenberg      | 16   | 5  | 3 | 8  | 35:39 | 12:20 |
| 8.     | SpVgg Flötha               | 16   | 5  | 3 | 8  | 29:34 | 12:20 |
| 9.     | Limbacher SC 1909          | 16   | 3  | 2 | 11 | 28:51 | 07:25 |

|  | Promotie naar Gauliga |